# Мольберт

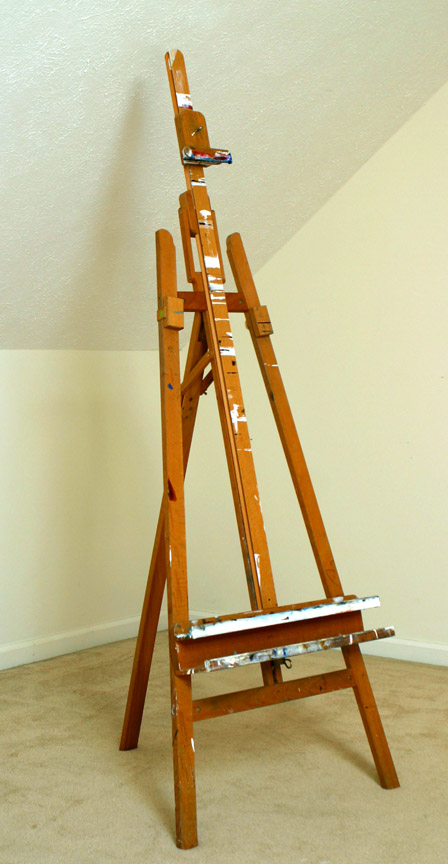
Мольберт

Мольбе́рт (від нім. Malbrett — «малярська дошка») — підставка (зазвичай тринога), на якій художник установлює підрамник із полотном, картон і таке інше для малювання.

## Історія
Початково мольбертом називалась основа картин, виконаних олією на дощатих і мідних щитах. Крім візантійських ікон і зображень єгипетських мумій часів пізнього періоду античності мольберти були вперше використані в XI—XII ст.
Перші мольберти являли собою дерев'яний або металевий щит на опорі, на якому малювали картину.
Мольберти використовували монахи-літописці при роботі над своїми рукописами. Також мольберти використовували при виготовленні вівтарних підставок і завіс.
Так тривало до того часу, поки живописці не почали використовувати полотна. Ця знаменна подія трапилася наприкінці XV століття. Мольберт дещо змінюється. Він перетворюється на дерев'яну раму, на яку натягують полотно. Художники воліли мольберти строгих форм і без прикрас.
Але були і мольберти, які самі ставали витворами мистецтва. Ними користувалися представники інших професій. Зі створенням олійних фарб в тюбиках і появою моди на малювання пейзажів на природі мольберти стають складаними і легшими.
Практично без змін мольберт дійшов до наших днів. У теперішній час для виготовлення мольбертів використовують різні матеріали. І користуються ними не тільки художники.